# Істоміна Карина Ігорівна
Карина Ігорівна Смолова (Істоміна) (нар.. 20 квітня 1994, Москва, Росія) — російська діджей, модель, блогер, музикант. Єдиний музичний блогер у Росії, що співпрацює з Apple Music.

## Біографія
Народилася 20 квітня 1994 року в Москві. З 15-річного віку працювала моделлю, проживала в Нью-Йорку. Закінчила факультет медіакомунікацій в Національному дослідницькому університеті «Вища школа економіки». Протягом року працювала піар-менеджером групи Tesla Boy.

## Кар'єра

### Музика
Станом на 2021 рік є одним з найвідоміших діджеїв Москви. Грає музику в жанрах фанк, диско, нова школа хіп-хопу і нова хвиля. Є єдиним в Росії музичним блогером, що співпрацює зі стрімінговим сервісом Apple Music, для якого готує авторські плейлісти.
У грудні 2019 року Карина Істоміна і Ксенія Дукаліс випустили альбом «Подкомодные змеи» в жанрі жіночого альтернативного репу під лейблом ASC.

### Блогінг
Станом на березень 2021 року на її основний блог в Instagram підписано понад 420 тисяч чоловік.
З травня 2019 року до весни 2021 року була співведучою проекту «Подруги» на YouTube-каналі «Ніжний редактор» разом з Тетяною Мінгалімовою, Ксенією Дукаліс і Тетяною Стариковою. Тематика — розмови з експертами або відомими людьми про фемінізм, самооцінці, буллінг, сексі та інших темах.
У лютому 2021 року на TikTok розпочалося шоу «Музичний четвер» з Кариною Істоміною як ведучою. Перший гість — лідер групи «Мумій Троль» Ілля Лагутенко. Серед інших гостей — репери GONE. Fludd і Cakeboy, барабанщиця рок-групи «Кис-кис» Аліна Олешева і співачка Саша Капустіна. У квітні 2021 року Істоміна запустила YouTube-проект «Справиться проще», присвячений проблемам ментального здоров'я.

## Фільмографія
| Рік  | Назва     | Роль   |
| ---- | --------- | ------ |
| 2021 | Happy End | діджей |

## Особисте життя
На початку 2021 року публічно заявила про наркотичну залежність, потяг до самопошкодження і ментальні проблеми.  5-го червня 2023 року вийшла заміж за російського футболіста Федора Смолова.